# Dodge Circuit EV
Dodge Circuit EV – niezrealizowany projekt elektrycznego samochodu sportowego klasy kompaktowej opracowywany przez amerykańskie przedsiębiorstwo Dodge w latach 2008–2010.

## Historia i opis modelu

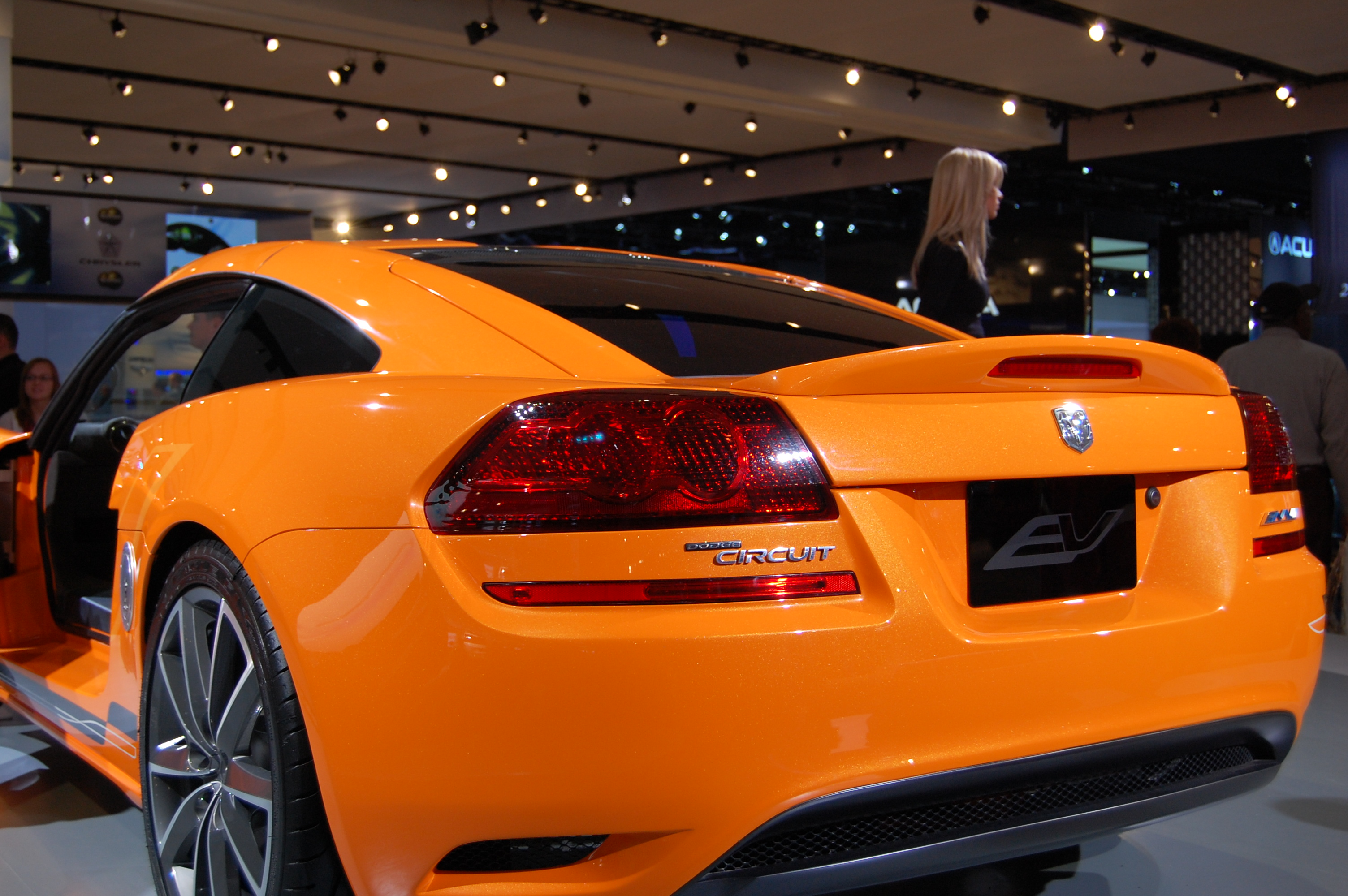
Dodge Cicruit EV - tył

Po otworzeniu w 2007 roku przez ówczesny koncern Chrysler oddziału Envi dedykowanego rozwojowi samochodów elektrycznych, jednym z pierwszych jego projektów został niewielki samochód sportowy zbudowany we współpracy z brytyjskim Lotusem. W pierwszej fazie rozwoju powstał przedstawiony we wrześniu 2008 prototyp Dodge EV, który w całości zapożyczył nadwozie Lotusa Europy S wzbogacone emblematami amerykańskiej firmy przy jednocześnie opracowanych od podstaw nowych podzespołach technicznych.
Kolejnym, znacznie bardziej zaawansowanym stadium rozwoju został Dodge Circuit EV, który zadebiutował w styczniu 2009 podczas Detroit Auto Show. Samochód przeszedł obszerniejsze modyfikacje względem brytyjskiego pierwowzoru, otrzymując przeprojektowany zderzak z charakterystycznym wlotem powietrza w kształcie krzyża, nawiązując tym samym do flagowego Dodge'a Vipera. Poza innymi detalami stylistycznymi, producent zastosował także własny odcień lakieru i wystrój minimalistycznej kabiny pasażerskiej. Ponadto wyposażył ją w więcej niż w macierzystym Lotusie elementów, stosując m.in. rozbudowany system nagłośnienia.

### Anulowanie projektu
W momencie prezentacji w styczniu 2009 Dodge Circuit EV był wskazywany przez ówczesny koncern Chrysler jako samochód, który może trafić w ciągu roku do seryjnej produkcji. W połowie 2009 roku udostępniono nawet do testów amerykańskiej prasie kolejny, tym razem malowany na czarno egzemplarz. Plany te uniemożliwił jednak kryzys finansowy, którego rezultatem był upadek Chryslera i likwidacja filii Envi wraz z wycofaniem wszystkich dotychczasowych projektów samochodów elektrycznych.

### Dane techniczne
Układ napędowy Dodge'a Circuit EV, który od podstaw opracowało Envi, oddział Chryslera, utworzyły trzy główne komponenty. Był to 268-konny silnik elektryczny rozwijający do 650 Nm momentu obrotowego, moduł sterujący przepływem energii oraz litowo-jonowe akumulatory pozwalające na średni zasięg ok. 240-320 kilometrów w zależności od stylu jazdy. Prędkość maksymalna wyniosła 190 km/h, a przyspieszenie od 0 do 100 km/h - 5 sekund.